# Daniel Powter
Daniel Richard Powter (Vernon, 25 febbraio 1971) è un cantante canadese.

## Biografia
Powter è nato a Vernon, nella regione dell'Okanagan Valley della Columbia Britannica il 25 febbraio 1971.
Inizia a suonare il violino all'età di 4 anni e il pianoforte a 10. Ha iniziato a scrivere canzoni a 13 anni. Grazie all'incontro con il produttore discografico Jeff Dawson avvenuto nel 1997, pubblica il suo primo album I'm Your Betty nel 2000, ma a causa di uno scarso numero di copie distribuite non ottiene molto successo.
Il primo singolo pop di Powter, Bad Day, debutta in Europa a metà 2005, scelto dalla Warner Bros. per una campagna pubblicitaria, ed in seguito selezionato anche dalla Coca Cola. Attualmente Bad Day è il singolo di maggior successo del cantante, piazzandosi alla posizione numero uno in molte classifiche europee, in Canada e negli Stati Uniti, dove rimane alla vetta della Billboard Hot 100 per sette settimane consecutive.
Il 2 luglio 2005, Powter si è esibito al Live 8 a Berlino.
Il 2 aprile 2006 è stato nominato come miglior nuovo artista canadese, ed inoltre ha avuto una nomination anche ai Brit Award.
Inoltre è stato nominato al Billboard Music Awards del 2006 per il singolo Bad Day e ai Grammy Awards del 2007 per la "miglior performance pop".
L'album Under The Radar è stato pubblicato il 20 agosto 2008 in Giappone, a settembre 2008 in Europa e a gennaio 2009 nel resto del mondo.

## Discografia

### Album
- 2000 – I'm Your Betty
- 2005 – Daniel Powter
- 2008 – Under the Radar
- 2012 – Turn On the Lights
- 2018 – Giants

### Singoli
- 2005 – Bad Day
- 2005 – Jimmy Gets High
- 2005 – Free Loop
- 2006 – Lie to Me
- 2006 – Love You Lately
- 2008 – Next Plane Home
- 2006 – Best of Me
- 2012 – Cupid
- 2013 – Crazy All My Life
- 2017 – Delicious

## Riconoscimenti
Billboard Music Awards
- 2006 - Top Hot 100 Song per Bad Day
- 2006 - Miglior canzone digitale per Bad Day
- 2006 - Candidatura per Pop 100 Single of the Year per Bad Day

BRIT Awards
- 2006 - Candidatura per la rivelazione internazionale

Grammy Award
- 2007 - Candidatura per la miglior interpretazione vocale maschile per Bad Day

MTV Europe Music Awards
- 2005 - Candidatura per il miglior artista emergente

Teen Choice Awardss
- 2006 - Candidatura per il miglior artista maschile emergente